# Addicted (canção de P.O.D.)
"Addicted" é um single da banda P.O.D., o primeiro do álbum When Angels and Serpents Dance. A canção foi lançada oficialmente no iTunes no dia 19 de fevereiro de 2008, e no rádio em 10 de março de 2008.